# Огюст Тексьє
Огюст Тексьє (фр. Auguste Texier, 19 століття) — французький яхтсмен.
Срібний призер Олімпійських Ігор 1900 року в першому запливі в класі 0,5—1,0 тонна, 1900 року в другому запливі в класі 0,5—1,0 тонна.